# Concepción Heredia y Grund
Concepción Heredia y Grund, conocida como Conchita Heredia, (Málaga, 25 de abril de 1858-íb. 8 de noviembre de 1945) fue una cortesana española conocida por su cercanía a la reina Victoria Eugenia, consorte de Alfonso XIII.

## Biografía
Fue hija del malagueño Tomás Heredia Livermore (1819-1893) y la sevillana Julia Grund Cerero de Campos (1823-1903). Fue la séptima de los 12 hijos del matrimonio. 
En 1865 fue una de las primeras alumnas del colegio de la Asunción, de religiosas agustinas, recién establecido en Málaga a instancias de su tía, Amalia Heredia Livermoore.
Hacia 1882 se encontraba en Madrid, donde participaba en la alta sociedad.

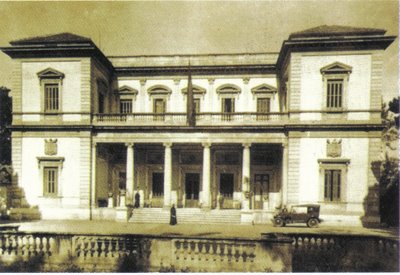
La Hacienda San José, propiedad de su padre en las afueras de Málaga.

Su padre procedía de una importante familia malagueña y fue senador del Reino desde 1860 hasta 1878. Además, Tomás Heredia era el propietario de la Hacienda San José, desde 1864 que antes perteneció a la familia Ordóñez y fue conocida también como Hacienda Ordóñez.
Fue especialmente notable por su servicio a la familia real española. Comenzó su servicio sirviendo a María de las Mercedes, princesa de Asturias y hermana mayor de Alfonso XIII desde que Casilda de Salabert y Arteaga, duquesa consorte de Santo Mauro fue nombrada camarera mayor de esta última. Pasado dos años de la muerte de esta princesa, en 1906 pasaría a ser Dama particular al servicio de la Reina, con la reina Victoria Eugenia. Esta clase de damas eran conocidas también como damas chiquitas en contraste con las damas de la Reina. En este papel supervisó en su infancia a los dos vástagos mayores de Alfonso XIII y Victoria Eugenia que presentaban distintos problemas de salud crónicos:
- Alfonso, príncipe de Asturias, que sufría hemofilia.
- El infante don Jaime, que sufría sordera desde su más temprana infancia.

Para desarrollar este papel, contaba con un apartamento en el Palacio Real de Madrid.
También, desde al menos 1918, fue dama enfermera de la Cruz Roja, dentro del impulso otorgado por la reina Victoria Eugenia a la institución. En junio de 1921, pasaría a servir en el Hospital Militar de Melilla junto con otras damas enfermeras como la duquesa de la Victoria. En este destino destacó su servicio a los heridos en el Desastre de Annual.
Murió en su ciudad natal el 8 de noviembre de 1945.

## Órdenes y cargos

### Órdenes
- Dama de la Orden de las Damas Nobles de la Reina María Luisa ( Reino de España, 11 de mayo de 1914)[10]

### Cargos
- Dama al servicio particular de la Reina. ( Reino de España)
- Dama enfermera de segunda clase de la Cruz Roja ( Reino de España, 15 de abril de 1918)[11]
- Cruz de primera clase de la Orden de Beneficencia, con distintivo blanco. ( Reino de España, febrero de 1922)

### Individuales
1. ↑  Frendo, Eva M. ª Ramos (1999). «El Colegio de la Asunción de Málaga y Amalia Heredia Livermore: historia de dos vidas paralelas». Boletín de Arte (20): 191-210. ISSN 2695-415X. doi:10.24310/BoLArte.1999.vi20.11643. Consultado el 29 de julio de 2023.
2. ↑  «El baile del Conservatorio». La Iberia (España). 3/12/1882. p. 3.
3. ↑  M. (24 de mayo de 1899). «Crónicas madrileñas. El Polo-Club». La Época (Madrid). p. 1.
4. ↑  Ramos-Frendo, Eva María (2006). «Aproximación a las villas de recreo de la familia Heredia en Málaga». Baetica (28). ISSN 0212-5099. Consultado el 28 de julio de 2023.
5. ↑  «Necrológicas. La señorita Concepción Heredia». ABC (periódico). 24 de noviembre de 1945. p. 15.
6. ↑  Domingo Malvadi, María Arántzazu (2017). «Victoria Eugenia de Battenberg: libros y lecturas de una inglesa en la corte española». Titivillus = International Journal of Rare Book: Revista Internacional sobre Libro Antiguo (3): 117-144. ISSN 2387-0915. Consultado el 29 de julio de 2023.
7. 1 2  Sancho, José Luis (2018). «El Cuarto del Príncipe: Las habitaciones para los invitados de Alfonso XII en el Palacio Real de Madrid». Anales del Instituto de Estudios Madrileños (58): 229-264. ISSN 0584-6374. Consultado el 28 de julio de 2023.
8. ↑  Jiménez Estacio, Mª del Mar (2020). «María del Carmen Angoloti y Mesa. Duquesa de la Victoria y pionera de la enfermería española». XII Congreso virtual sobre Historia de las Mujeres, 2020, págs. 425-436 (Archivo Histórico Diocesano de Jaén): 425-436. Consultado el 28 de julio de 2023.
9. ↑  «Las operaciones en Marruecos. Damas Enfermeras Galardonadas». ABC (periódico). 14 de febrero de 1922. p. 7.
10. ↑  «Calendario, manual y guía de forasteros en Madrid, 1918». Calendario, manual y guía de forasteros en Madrid: 225. 1918.
11. ↑  Mas Espejo, Marta (2016). El cuerpo de damas enfermeras de la Cruz Roja Española: formación y contribución a la labor cuidadora y social (Tesis de doctor). Universidad de Alicante. p. 156.

- Datos: Q120973930
- Multimedia: Concepción Heredia y Grund / Q120973930